# توني ستيل (سياسي)
توني ستيل (بالإنجليزية: Tony Steel)‏ هو لاعب اتحاد الرغبي وسياسي نيوزلندي، ولد في 31 يوليو 1941 في غرايموث في نيوزيلندا، وتوفي في 4 مايو 2018 في هاميلتون في نيوزيلندا. انتخب عضو مجلس النواب النيوزيلندي.